# Burni Lengam Metuah
Burni Lengam Metuah är ett berg i Indonesien.   Det ligger i provinsen Aceh, i den västra delen av landet, 1 600 km nordväst om huvudstaden Jakarta. Toppen på Burni Lengam Metuah är 1 756 meter över havet, eller 219 meter över den omgivande terrängen. Bredden vid basen är 3,2 km.
Terrängen runt Burni Lengam Metuah är kuperad norrut, men söderut är den bergig.Runt Burni Lengam Metuah är det mycket glesbefolkat, med 3 invånare per kvadratkilometer. I omgivningarna runt Burni Lengam Metuah växer i huvudsak städsegrön lövskog.